# Ikarus 521
Ikarus 521 — автобус малого класса, выпускавшийся венгерской фирмой Ikarus с 1987 по 1990 год на шасси Volkswagen LT 55.

## История
В 1989 году предприятие BKV закупило 16 автобусов Ikarus 521, каждый из которых получил номерные знаки BY-62-01—BY-62-16. С этими автобусами было много проблем из-за их конструкции, так как из-за нехватки мест они постоянно переполнялись. Правый ряд сидений и однодверная конструкция также затрудняли посадку и высадку пассажиров. Механическая трансмиссия также затрудняла управление автобусом, а кабина не была изолирована от салона. До 1994 года автобусы Ikarus 521 обслуживали маршрут 16A в Будапеште. В 1995 году преемником Ikarus 521 стал Ikarus 405.